# Aguilares (El Salvador)
Aguilares es un distrito del municipio de San Salvador Norte y ciudad ubicada en el departamento de San Salvador, en El Salvador.
| Censo | Población | Cambio | Porcentaje |
| ----- | --------- | ------ | ---------- |
| 2007  | 21 267    | N/D    | N/D        |
| 2024  | 21 051    | -216   | -1.0%      |

## Toponimia
El nombre de Aguilares, se debe principalmente a los sacerdotes Nicolás Aguilar, Vicente Aguilar y Manuel Aguilar, los cuales participaron en los movimientos independentistas de El Salvador en 1811 y 1814, siendo detonantes del proceso de Independencia de El Salvador, y por lo tanto son considerados próceres. Ellos eran propietarios de la Hacienda La Toma, donde alrededor de la misma fue surgiendo todo lo relacionado con el desarrollo del distrito. En realidad es simplemente la forma plural de sus apellidos, Aguilar(es).

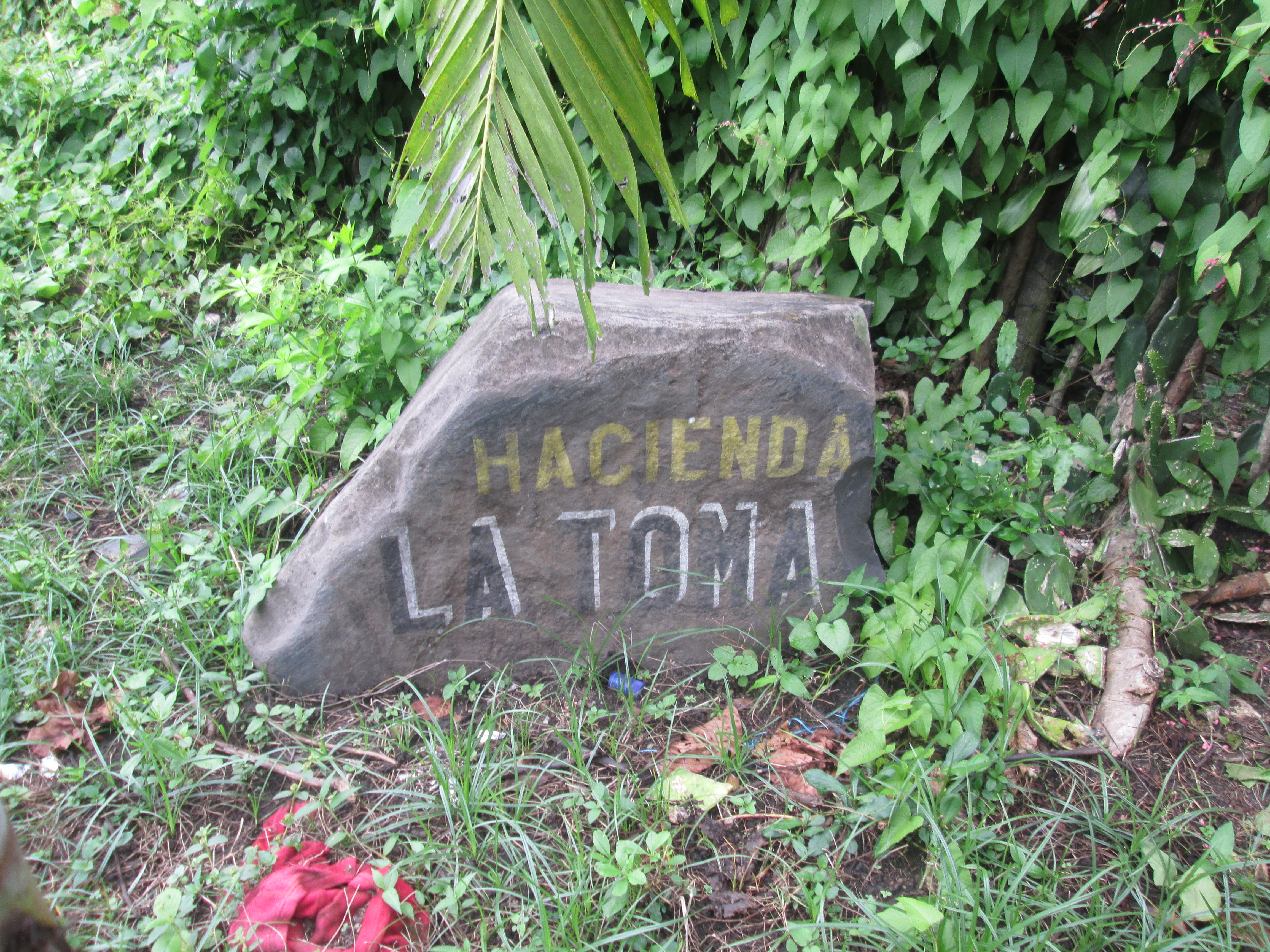
Roca
que identifica la Hacienda La Toma

## Historia

### Época precolombina

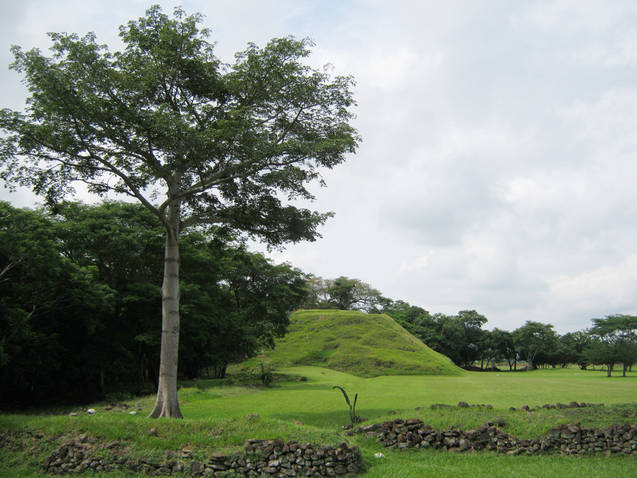
Parte de las ruinas del sitio arqueológico Cihuatán ("ciudad de mujeres").

Según arqueólogos, el municipio pudo haber sido habitado desde 3500 a. C., debido a evidencias basadas en las ruinas arqueológicas de Cihuatán, donde había una concentración de tribus Mayas que lo ocupaban como un centro ceremonial a los dioses. Hacia los años 1200 a. C., pasaría al poder de los Chortís, que eran subsidiarios del señorío Ultralempiro, y que fuesen desalojados alrededor del año 630 a. C., habiendo tomado el lugar grupos nahuas y chichimecas bajo el señorío de Cuzcatlán.

### Época colonial (sigloXVal XIX)
El territorio que comprendía Aguilares, a partir de 1543 formó parte del cabildo de San José El Paisnal, hasta que desapareció en 1738 debido a que se convirtió en una hacienda colonial. Pero en 1786 se constituyó de nuevo, y se hizo parte del Partido de San Salvador.
El 12 de junio de 1824, el territorio que comprendía Aguilares pasó a constituir el cantón La Toma, dentro del municipio de San José El Paisnal, perteneciendo ya al departamento de San Salvador. Dicho municipio se extinguió de nuevo el 22 de mayo de 1835 y pasaría a ser parte de la jurisdicción de Guazapa, perteneciente al distrito de Suchitoto, en el departamento de Cuscatlán; pero el 11 de febrero de 1878 se integró otra vez a la jurisdicción de Apopa en San Salvador. El 7 de marzo de 1892 se separaría El Paisnal formándose como municipio y siendo parte del distrito de Tonacatepeque.

### Época moderna (XX-actualidad)
En 1928, varios personajes de la época buscaron de forma altruista ante la Asamblea Legislativa, el nombramiento de Aguilares como pueblo. Estos ciudadanos fueron: Manuel Ángel Arévalo, Abel Iraheta, Salvador Artiga, José Cañas Prieto, Nicolás Barrera y Jesús Cardona; obteniendo el resultado de la hazaña hasta cuatro años después, cuando el 23 de junio de 1932 bajo el mandato de Maximiliano Hernández Martínez, se nombra a Aguilares con el título de pueblo, esto tras pasar de ser conocido como La Toma, en la jurisdicción de El Paisnal a Aguilares en el distrito de Tonacatepeque en el departamento de San Salvador. Luego aparece el señor Abel Iraheta como el primer alcalde del municipio.
Debido al desarrollo que iba presentando el municipio, bajo el mandato del General Salvador Castaneda Castro, por decreto legislativo número 126, el 30 de septiembre de 1946 se le da el título de villa.
En 1971, a causa del crecimiento de la infraestructura y población del municipio, se le da por decreto legislativo número 455, el título de ciudad bajo el mandato de Fidel Sánchez Hernández, el 10 de diciembre de 1971.
El 1 de septiembre de 2011, la Asamblea Legislativa de El Salvador declaró a Aguilares como "Ciudad del Bicentenario", en el marco de los doscientos años de la Independencia de El Salvador.

## Geografía
El distrito de Aguilares se encuentra en la zona central del país, y a 32 km de distancia de San Salvador a través de la Carretera Troncal del Norte. Tiene 33,60 km² con una población de 21.051 habitantes (VII censo de población 2024), ocupando el puesto número 68 en población y su elevación se sitúa a 299 m s. n. m..
Los distritos adyacentes con los que limita son: al norte con El Paisnal, al este con Guazapa y Suchitoto,
(departamento de Cuscatlán), al oeste con Quezaltepeque, (departamento de La Libertad) y Nejapa y al sur con Nejapa y Guazapa. El principal paisaje del distrito es el Cerro de Guazapa, el cual se puede observar desde la mayoría de puntos.

### Orografía
El distrito tiene como principales cerros Las Tunas, Picudo, Santa Rita y El Chino (o La Hedionda); y las lomas Los Nanzales y El Zapote.

### Clima
El clima que predomina es caluroso, y las temperaturas máximas a lo largo del año varían entre 28 °C y 35 °C. La cantidad de precipitaciones en el municipio varían entre 1,850 Y 1,950 mm.

### Hidrografía

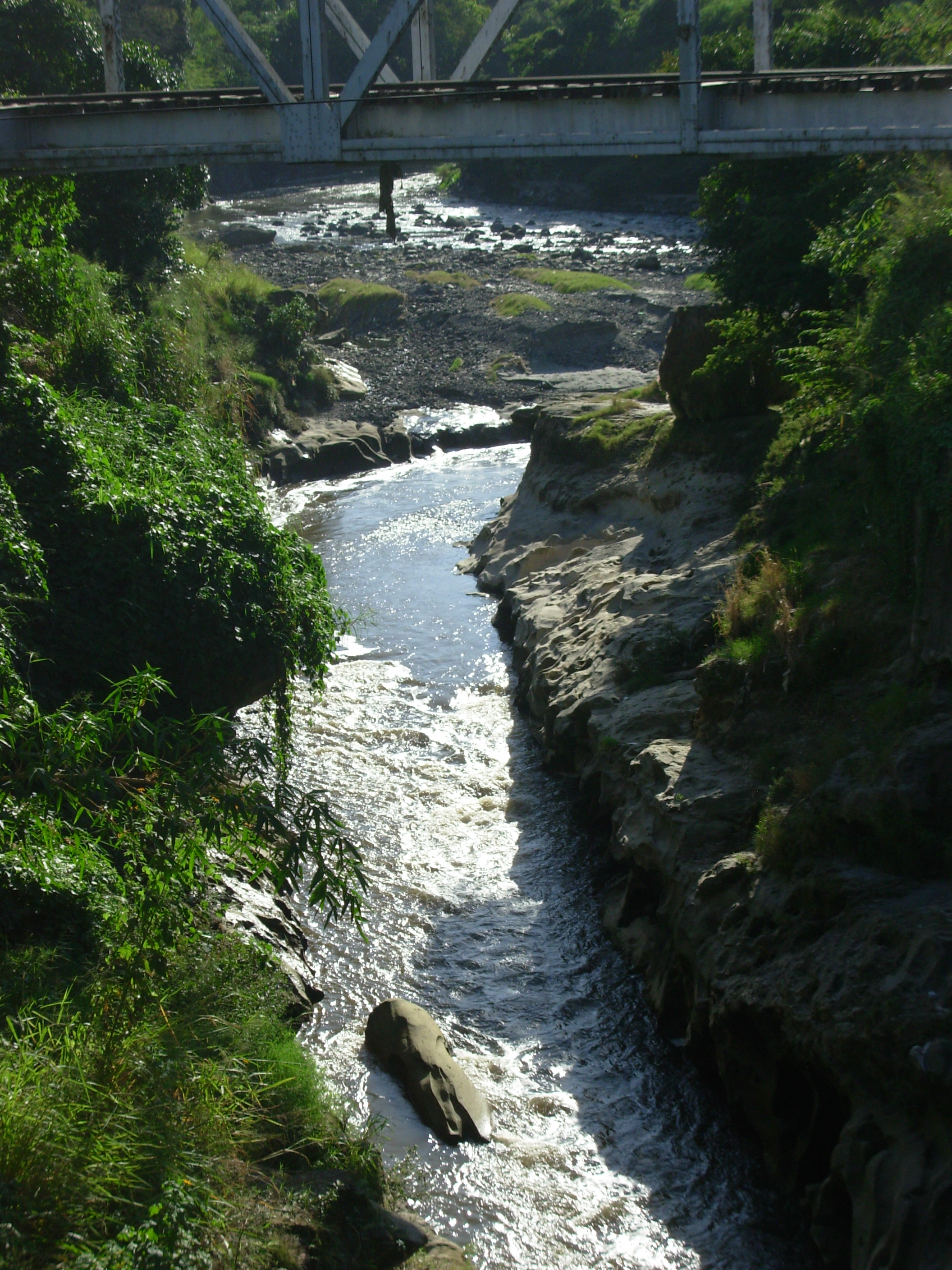
El río Acelhuate funciona como división entre Guazapa y Aguilares.

El principal río que envuelve a Aguilares es el río Acelhuate, el cual nace afuera del municipio cuya longitud que atraviesa en Aguilares es de 11.3 km. El río Acelhuate funciona como límite con los municipios de Guazapa y Suchitoto. Otros ríos que transcurren en el distrito son  La Esperanza, Matizate, Viejo, Izcanal y las quebradas: Agua Tibia, El Almendro, Los Coyoles, El Salto y El Llano.

## División municipal
Aguilares se divide principalmente en más de cinco cantones, de las cuales se desprenden las demás comunidades: La Florida, Las Tunas, Los Mangos, Piñalitos y Pishishapa.

## Gobierno municipal
El municipio de San Salvador Norte, donde está ubicado el distrito de Aguilares, es actualmente gobernado por José Armando Barrera, del partido GANA, para el periodo de 2024-2027.

### Alcaldes de Aguilares
Se tiene una lista de los gobernadores de la ciudad de Aguilares, siendo el señor Abel Iraheta quien participó en el proceso para declarar al municipio como pueblo y el cual se convirtió en la primera persona al frente de Aguilares. De igual forma se desconocen algunos datos sobre ciertos años:

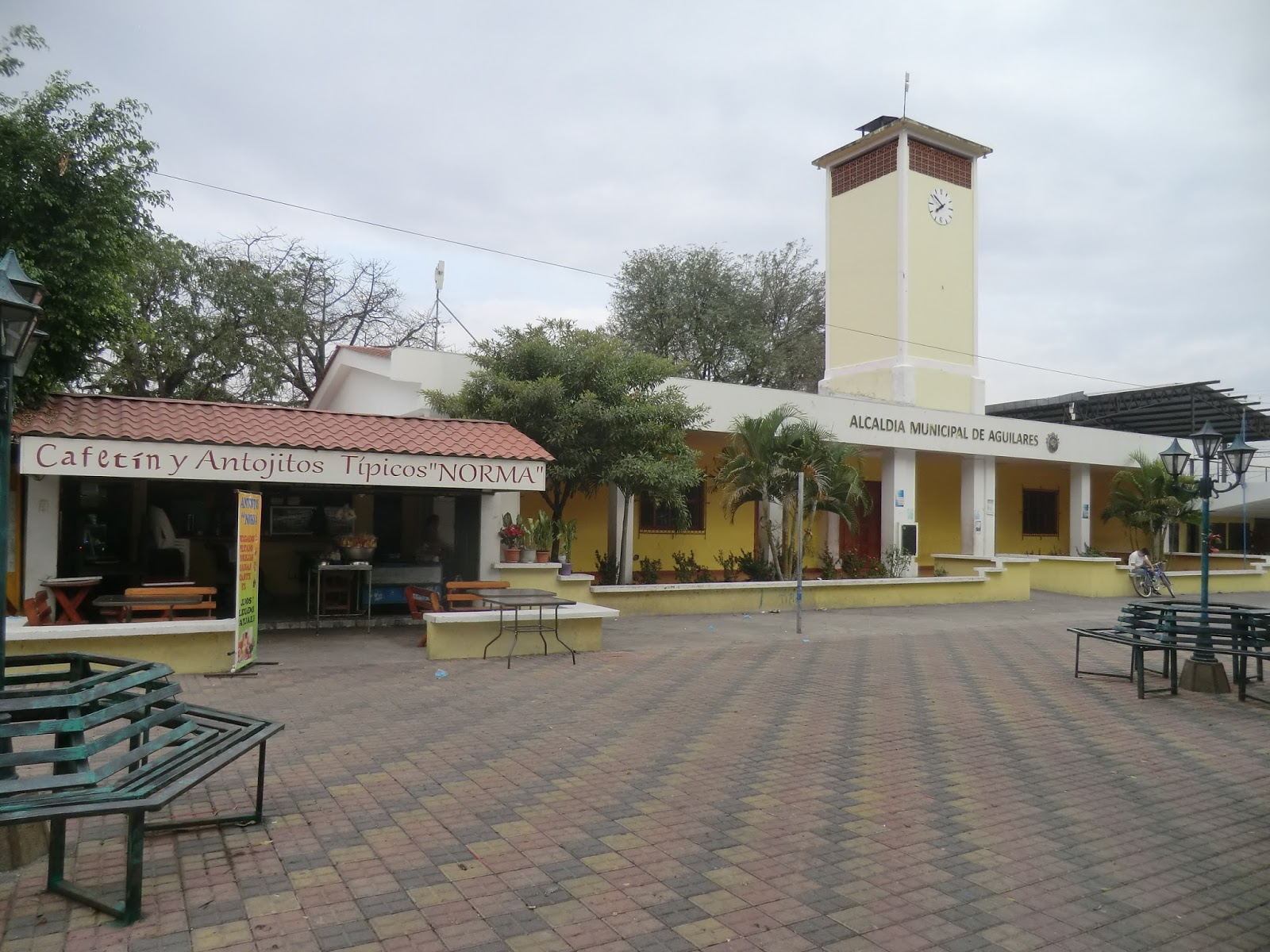
Fachada de la Alcaldía de Aguilares en la actualidad.

| Nombre                 | Período   |
| ---------------------- | --------- |
| Abel Iraheta           | 1932-1934 |
| José Cañas Prieto      | 1934-1936 |
| Víctor Flores          | 1936-1938 |
| Nicolás Barrera        | 1938-1940 |
| Jesús Cardona          | 1940-1942 |
| Manuel Ángel Arévalo   | 1942-1944 |
| Joaquín Durán          | 1944-1946 |
| Salvador Artiga        | 1946-1948 |
| Marcos Chacón          | 1950-1954 |
| Salvador Artiga        | 1957-1960 |
| Rogelio Peña           | 1960-1962 |
| Narciso Rafael Moya    | 1964-1966 |
| Celso Alas             | 1966-1969 |
| Rafael Molina          | 1976-1978 |
| Santiago Quijada       | 1980-1982 |
| Francisco Javier Deras | 1982-1983 |
| Mario Cardona López    | 1983-1985 |
| Miguel Ángel Martínez  | 1988-1991 |
| Ricardo Palacios Rivas | 1991-2006 |
| Wilfredo Peña López    | 2006-2015 |
| Luis Girón             | 2015-2018 |
| Juan Armando Guardado  | 2018-2021 |
| Wilfredo Peña López    | 2021-2024 |
| Jose Armando Barrera   | 2024-2027 |

## Economía

### El ferrocarril

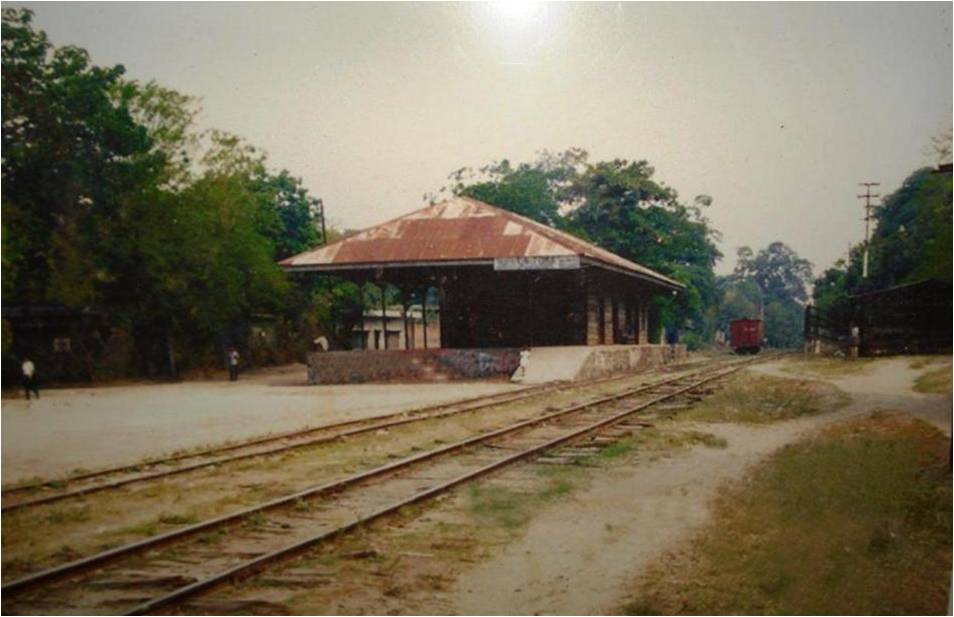
Antigua estación de ferrocarril conocida como "La Toma"

La implementación del ferrocarril en Aguilares a inicios del siglo XX fue una de las causas más importantes del desarrollo económico del municipio, así como del resto del país. El ferrocarril finalmente pasó a la historia debido a distintos problemas: las locomotoras habían terminado con su vida útil, siendo ya muy viejas para seguir conduciéndolas; los asentamientos de personas a las orillas de las líneas férreas debido al conflicto de la guerra y la extrema pobreza, problema dado desde la administración del "International Railway of Central America" (IRCA) en 1908 y a lo que FENADESAL respondió que los asentamientos eran ilegales. Por consiguiente, CEPA le dio cierre a la circulación de ferrocarriles; su último viaje oficial ocurrió el 15 de octubre de 2002.
No fue hasta inicios de 2019 que se anunció la construcción de un museo en el lugar, inaugurándose el 22 de mayo del mismo año con el nombre de "Estación Ferroviaria La Toma".

### Otras fuentes económicas
El tiangue de Aguilares es muy transitado por ganaderos para la comercialización de ganado y animales. Además posee una gran cantidad de comercios y medios de transporte, siendo lugar también de la concentración de muchas sucursales de empresas y microempresas tanto nacionales como locales.

## Cultura, religión y educación

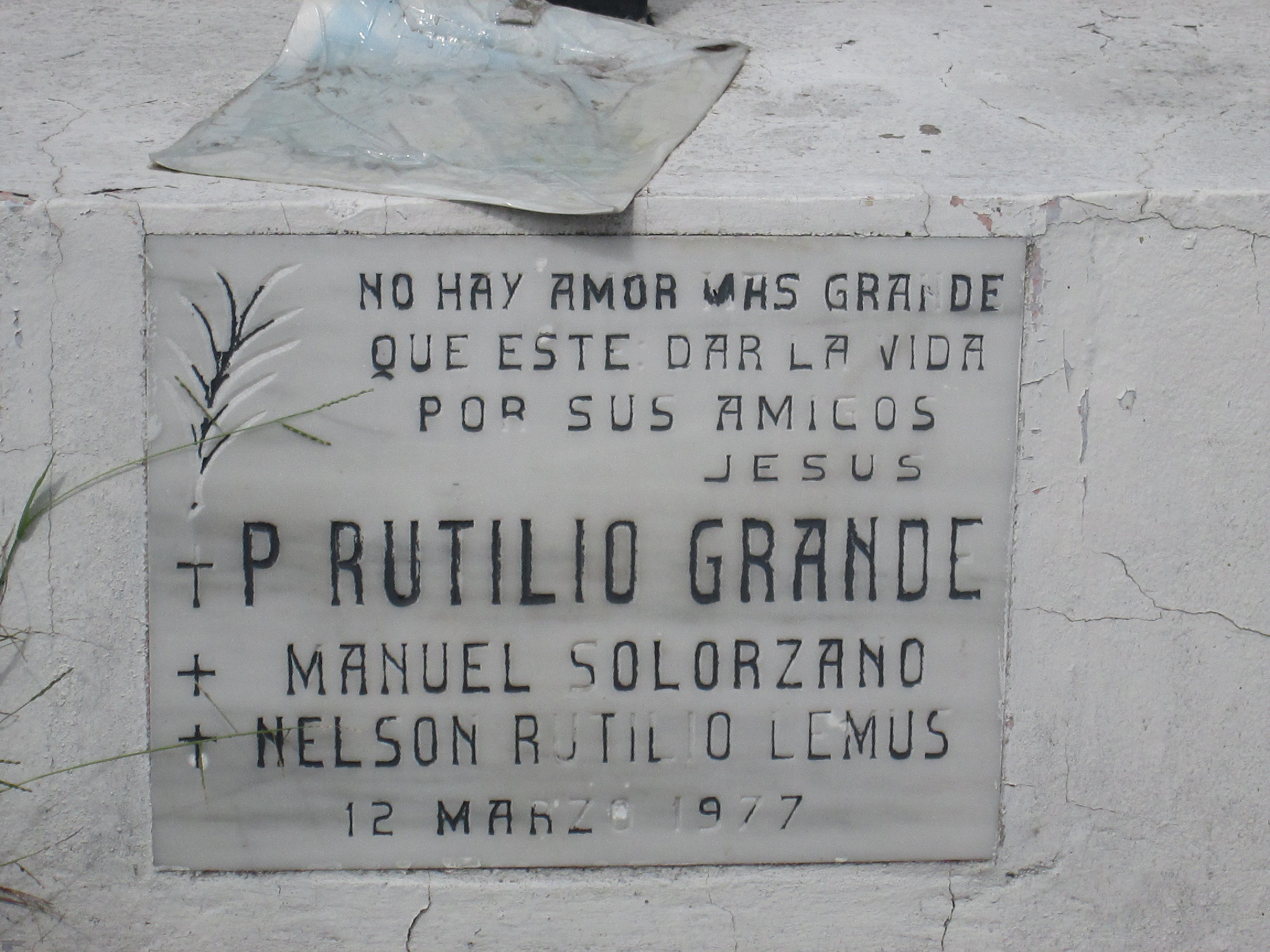
Placa conmemorativa en honor a Rutilio Grande.

La cultura nacional popular tiene su origen en la cultura nahua, teniéndolas todavía en la actualidad muy presentes algunas tradiciones ancestrales. Es grande la afluencia de religiosos católicos, siendo la Iglesia El Señor de las Misericordias la principal. Además se celebran las fiestas patronales al Señor de las Misericordias desde el 6 al 15 de enero. En último día es tradicional la realización de una quema de pólvora por la noche desde la antigua estación de ferrocarril La Toma. Sin embargo existe un gran número de iglesias de cristianos evangélicos o protestantes dentro del municipio.
El sacerdote jesuita Rutilio Grande, originario del vecino municipio de El Paisnal sirvió como párroco de Aguilares desde 1973 hasta su asesinato en 1977. Fue asesinado siendo párroco de esta ciudad, mientras se dirigía a cumplir tareas pastorales en El Paisnal. Esta situación fue uno de los factores detonantes de la guerra civil, siendo el del asesinato de monseñor Óscar Arnulfo Romero de los principales.
De igual forma además de celebraciones religiosas, también existe el festival del maíz, siendo introducida por el padre Rutilio Grande y conocida también como "la cultura del maíz".

### Educación
Por la parte de educación, la ciudad cuenta con 13 centros educativos públicos inscritos en el Ministerio de Educación, en los que hay una concentración de alrededor de 4,500 estudiantes matriculados en 2016. Entre los centros educativos que hay en la ciudad el más importante es el Instituto Nacional de Aguilares.